# Allochernes mahnerti
Espèce
Allochernes mahnerti est une espèce de pseudoscorpions de la famille des Chernetidae.

## Distribution
Cette espèce est endémique du Județ de Constanța en Roumanie. Elle se rencontre dans la grotte Peştera Movile.

## Étymologie
Cette espèce est nommée en l'honneur de Volker Mahnert.

## Publication originale
- Georgescu & Căpuse, 1996 : Description d'une nouvelle espèce d'Allochernes (A. mahnerti n. sp.) et cas de phorésie chez Lamprochernes nodosus (Schrank) (Pseudoscorpionidea, Chernetidae). Mémoires de Biospéologie, vol. 23, p. 115-120.